# Vinicio Verza
Vinicio Verza (Boara Pisani, Provincia de Padua, Italia, 1 de noviembre de 1957) es un exfutbolista italiano. Se desempeñaba en la posición de centrocampista.

## Clubes
| Club            | País   | Año         |
| --------------- | ------ | ----------- |
| Vicenza Calcio  | Italia | 1976 - 1977 |
| Juventus F. C.  | Italia | 1977 - 1981 |
| A. C. Cesena    | Italia | 1981 - 1982 |
| A. C. Milan     | Italia | 1982 - 1985 |
| Hellas Verona   | Italia | 1985 - 1988 |
| Calcio Como     | Italia | 1988 - 1989 |
| A. S. Arzignano | Italia | 1990        |
| F. C. Treviso   | Italia | 1991 - 1992 |

## Palmarés

### Campeonatos nacionales
| Título      | Club           | País   | Año     |
| ----------- | -------------- | ------ | ------- |
| Serie B     | Vicenza Calcio | Italia | 1976-77 |
| Serie A     | Juventus F. C. | Italia | 1977-78 |
| Copa Italia | Juventus F. C. | Italia | 1978-79 |
| Serie A     | Juventus F. C. | Italia | 1980-81 |
| Serie B     | A. C. Milan    | Italia | 1982-83 |